# Walibi Rhône-Alpes
Walibi Rhône-Alpes is een pretpark in Zuid-Frankrijk dat eigendom is van de Compagnie des Alpes. Het trekt jaarlijks zo'n half miljoen bezoekers en het telt 28 mechanisch aangedreven attracties.

## Geschiedenis
- In 1979 ging tussen Lyon en Chambéry het Avenir Land open. Dit park was een kleinschalig attractiepark, de opening ging niet zo vlot en al snel werd er gezocht naar extra middelen.
- In 1981 kreeg Eddy Meeùs het voorstel om in dit park te komen. Samen met een Franse attractiefabrikant kregen zij 40% van de aandelen van het park in handen.
- In 1983 was de helft van de aandelen van het Avenir Land in handen van Meeùs, de andere helft helft in handen van de Franse Attractiefabrikant, de oorspronkelijke eigenaars hadden respijt gegeven. Meeùs bleef instaan voor de dagelijkse leiding van zijn Walibipark in België, en zijn kompaan zorgde voor de dagelijkse leiding van het Franse park.
- In 1985 was de toestand van het park zo slecht dat Walibi het park volledig overnam. De attracties werden uitgebaat door onafhankelijken, Meeùs wist dat hij zelf alles in handen moest krijgen om de toestand stabiel te krijgen. Na enkele rechtszaken kwam het park uiteindelijk volledig onder de Walibi vlag.
- In 1986 opende het waterpark waar aparte entreetickets voor gekocht moeten worden. Vanaf 2006 tot en met 2010 werd dit L'île aux Pirates genoemd.
- In 1989 werd het het park omgedoopt tot Walibi Rhône-Alpes, samen met 2 grote nieuwigheden, een Rapid River en werd de naam van het waterpark veranderd in Aqualibi (openlucht). Ook kreeg het park een grote publiciteitscampagne. Het Franse spelprogramma, "Intervilles" zorgde ervoor dat het park bekend werd in heel Frankrijk. Dit en de goede naam van Walibi leidde tot veel nieuwe bezoekers.
- In 1999 werd het park mee overgenomen door Six Flags. Deze hadden geen grote plannen met het park.
- In 2004 wisselde het park weer van eigenaar, namelijk StarParks.
- In 2005 opende Le Tomahawk. Deze attractie was afkomstig uit Walibi World.
- In 2006 werd Aqualibi opgeknapt. Ook werd het park overgenomen door de Franse Groep Compagnie des Alpes.
- In 2013 sluit Le Tomahawk na slechts 8 jaar operationeel te zijn geweest .
- In 2014 werd de boomerang gerenoveerd tot de Eqwalizer. De achtbaan kreeg een nieuwe trein met heupbeugels van Sunkid Heege.
- In 2016 werd de nieuwe houten achtbaan Timber geopend.
- In 2019 werd de nieuwe Infinity Coaster Mystic geopend.
- In 2021 werd besloten het openluchtwaterpark Aqualibi te slopen om het in twee fases te vervangen door een nieuwe themagebied genaamd Exotic Island.[1] Net voor de coronacrisis lekten nog plannen uit om het waterpark uit te breiden met een indoorgedeelte.[2]
- In het midden van seizoen 2024 ging de tweede Intamin Hot Racer ter wereld, genaamd Mahuka open.

## Belangrijkste attracties

### Achtbanen
- EqWalizer (Vekoma)
- Coccinelle, voormalig : Coccinelle des Andes (Zierer)
- Woodstock Express. Eerder: Zig Zag en Scratch (Zamperla)
- Timber (The Gravity Group)
- Mystic (Gerstlauer)
- Mahuka (Intamin)

### Waterattracties
- Bambooz river
- Gold river (Intamin)
- Tiki Academy (Zamperla)

### Thrill Rides
- Hurricane (Star Flyer van Zamperla)
- Le Galion (Schommelschip van Huss)
- Le Totem. Eerder: SkunX Tower en Totem infernal (S&S)

### Familie
- Carrousel (was in Zygofolis 1987-1991)
- Festival Station (Soquet)
- Melody Road (Soquet)
- MonORail (Soquet)
- Surf Music, voormalig : Aquachute (Niagara Falls in Walibi Holland)
- Tam tam Aventure (Soquet)

## Trivia
Op 20 juni 2009 komen zes medewerkers van het park om het leven na een helikopterongeluk. Door dit voorval is het park van 21 juni 2009 tot en met 26 juni 2009 gesloten geweest voor publiek.